# Self-XSS
Self-XSS (tự viết kịch bản chéo trang) là một cuộc tấn công kỹ thuật xã hội được sử dụng để giành quyền kiểm soát tài khoản web của nạn nhân. Trong cuộc tấn công Self-XSS, nạn nhân của cuộc tấn công vô tình chạy mã độc trong trình duyệt web của chính họ, do đó làm lộ thông tin cá nhân cho kẻ tấn công, một loại lỗ hổng được gọi là kịch bản chéo trang.

## Tổng quan

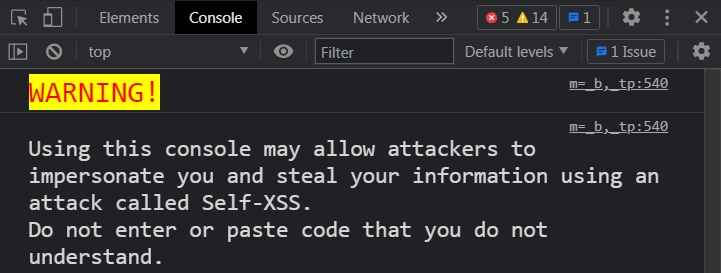
Cảnh báo tấn công Self-XSS trên bảng điều khiển dành cho nhà phát triển web của trình duyệt

Self-XSS hoạt động bằng cách lừa người dùng sao chép và dán nội dung độc hại vào bảng điều khiển dành cho nhà phát triển web trên trình duyệt của họ. Thông thường, kẻ tấn công đăng một thông báo lừa người dùng sao chép và chạy một số mã nhất định để phần thưởng ảo hoặc hack một trang web. Trên thực tế, đoạn mã này cho phép kẻ tấn công chiếm đoạt tài khoản của nạn nhân.